# Oxylapia polli
Oxylapia polli là một loài cá thuộc họ Cichlidae đặc hữu của Madagascar. Môi trường sống tự nhiên của nó là các con sông. Nó bị đe dọa do mất môi trường sống và trầm tích từ phá rừng.